# 新西爾基 (奧布希夫區)
49°58′10″N 30°45′23″E / 49.96944°N 30.75639°E
新西爾基（烏克蘭語：Новосілки）是位於烏克蘭北部的村莊，由基辅州奧布希夫區的卡哈爾利克市鎮負責管轄。該村始建於1800年，面積2.4平方公里，海拔高度189米，2001年人口344。